# جواو ميغيل
جواو ميغيل (بالبرتغالية: João Miguel Pinto da Silva‏) (3 أغسطس 1973 ببورتو أليغري في البرازيل - ) هو لاعب كرة قدم برازيلي في مركز الدفاع. لعب مع نادي سون هي وPorto Alegre Futebol Clube ‏.